# Microrregión de Caxias do Sul
La microrregión de Caxias do Sul es una de las microrregiones del estado brasileño de Rio Grande do Sul perteneciente a la mesorregión Nordeste Rio-Grandense. Su población fue estimada en 2005 por el IBGE en 729.152 habitantes y está dividida en dieciocho municipios. Posee un área total de 4.853,889 km².

## Municipios
- Antônio Prado
- Bento Gonçalves
- Boa Vista do Sul
- Carlos Barbosa
- Caxias do Sul
- Coronel Pilar
- Cotiporã
- Fagundes Varela
- Farroupilha
- Flores da Cunha
- Garibaldi
- Monte Belo do Sul
- Nova Pádua
- Nova Roma do Sul
- Santa Tereza
- São Marcos
- Veranópolis
- Vila Flores